# Dominikana na Letnich Igrzyskach Olimpijskich 1964
Dominikanę na Letnich Igrzyskach Olimpijskich 1964 reprezentował lekkoatleta Alberto Torres. Nie zdobył on żadnego medalu na tych igrzyskach. Startował tylko w biegu na 100 metrów, odpadając w eliminacjach.